# 대나무숲 (소셜 네트워크 서비스)
대나무숲은 대한민국의 소셜 네트워크 서비스이다.
옆 대나무 숲은 2012년 9월 12일부터 현재까지 트위터에서 동종 업계에 있거나 공통 관심사를 가진 사람들끼리 불만이나 애환을 토로하며 공감을 나누는 장으로 자리 잡아가고 있다. 본인의 트위터 계정으로 접속해 자신의 얘기를 담아 소통하는 것과 달리 <옆 대나무 숲>은 공동 계정 형태로 운영되며, 비밀번호를 서로 공유해 하나의 트위터 계정에서 익명으로 소통하는 방식이다. <출판사 옆 대나무 숲>에서 시작되어 <방송사 옆 대나무 숲>, <이공계 옆 대나무 숲>, <IT회사 대나무 숲>등 다양한 업계의 목소리를 담은 계정이 우후죽순 지속적으로 생겨나고 있다. 이러한 열풍은 긍정적인 효과를 가져오기도 하는 반면, 부정적 문제점도 우려되어 현재에도 끊임없이 존재 유무에 대한 토론이 이어지고 있다.

## 탄생

### 유래
'임금님 귀는 당나귀 귀'라는 이야기에서 유래. 그 임금은 바로 신라 제 48대 경문왕이다.
삼국유사에 따르면 왕위에 올라선 다음 경문왕은 귀가 갑자기 당나귀처럼 커졌는데, 그 사실을 아는 사람은 왕 자신과 두건 만드는 기술자(또는 이발사) 한 사람만 뿐이었다. 왕은 그 사실을 철저하게 비밀에 붙였고 그 기술자 또한 그랬다. 하지만 세상 아무도 모르는 비밀을 자신만 알고 있다는 사실을 참을 길 없던 두건 만드는 노인은 도림사의 대나무 숲 가운데 들어가 대나무를 바라보고 외쳤다. '우리 임금님 귀는 당나귀 귀다.' 그 후 바람이 불면 대나무에서 '우리 임금님 귀는 당나귀 귀다.'라는 소리가 들렸다. 결국 왕이 이를 싫어하여 대나무를 베어버리고 산수유를 심었다. 그랬더니 바람이 불면 '우리 임금님 귀는 길다'라고 들렸다. 이처럼 임금님의 비밀을 참지 못하고 속시원히 대나무에 외치며 노인의 속내를 토로하는 것으로 유명한 이야기이다.

### 의미
'옆 대나무 숲'은 임금님 귀는 당나귀 귀속 노인이 임금님의 비밀을 외쳤던 대나무 숲을 인터넷 공간에 옮겨놓은 것이 시작이다. 어디서 하소연 할 수 없었던 같은 직종 또는 공통점을 가진 사회적 약자들이 마음껏 속내를 풀어 내는 공간으로서 소통의 창구가 되고 있다. 익명으로 업계의 부당한 처사를 고발하거나 힘겨운 현실을 토로하는 하나의 '장'이다.

### 옆 대나무 숲의 발단
'출판사X'라는 트위터 계정에서 시작했다. 2012년 09월 12일 익명의 한 출판사 직원이 사장의 차명 재산을 비롯한 회사의 부조리를 공개하는 글을 트위터에 올렸다. 출판업계를 중심으로 소문이 퍼지자 출판사는 직원 단속에 나섰다. 결국 '사장이 직원들을 소집했다'는 글을 끝으로 '출판사X' 계정은 사라졌다. 이후 '출판사X'를 애도하기 위해 만들어진 계정이 최초의 대나무 숲인 '출판사 옆 대나무 숲(@bamboo97889)'이다. 계정이 만들어진 지 5시간만에 400여 개의 글이 올라왔고 1주일도 되지 않아 3400명이 넘는 팔로워가 모였고, 2천개 이상의 트윗이 익명의 사용자들에 의해 작성됐다.
이후 방송사 옆 대나무 숲 시댁 옆 대나무 숲 촬영장 옆 대나무 숲 광고회사 옆 대나무 숲등 유사한 계정들이 속속 등장하고 있다.

## 현황
개설된 '옆 대나무 숲'은 약 100여 개에 이르며, 다른 카테고리를 포함해 지속적으로 늘어나고 있는 추세이다.
방송사, 신문사, 촬영장, 고등학생 등 다양한 대상이 잇따라 자신들의 타이틀을 딴 계정을 만들지만 몇몇의 계정에 경우에는 '다수에게 불쾌한 멘션을 보낸다.'라는 이유로 일명 '폭파' 혹은 '테러'를 당한다. 하지만 곧 제2,제3의 백업 계정이 생성되는 상황이다.

## 사용법
예를 들어 누군가 트위터로 '@bamboo_1234'라는 트위터 아이디를 만들고 비밀번호는 '1234'로 만든다.
그 후 아이디와 비밀번호를 프로필에 전체공개하여 누구나 '로그인'할 수 있게 하는 시스템으로 1개의 대나무 숲 아이디로 익명의 글을 쓰는 '공동 트위터'가 되는 것이다.
단, 이 대나무 숲은 특정 인물/업체의 실명을 언급하지 않으며 원색적인 욕설을 자제하는 것이 암묵적인 규칙이다.

## 옆 대나무 숲 현상 원인
1. '갑-을'관계로 대두되는 경직된 상하질서
2. 사회적 약자의 공감대 형성 및 집단행동
3. SNS라는 실시간 소통 창구의 활성화[1]
4. 경직된 사회문화와 경쟁을 강요하는 사회구조[6]
5. 불만, 불통의 삶에 숨통 틔우는 해방구
6. 재미를 추구하는 B급 정서의 또 다른 모습

## 효과

### 긍정적 효과
1. 익명성이 보장되는 SNS를 통해 사회적 발언을 함으로써 적극적 참여가 가능하다.
2. 단순히 불만을 토로하거나 같은 목소리를 내는 데 그치지 않고 사회적 변화를 일으키고자 하는 바람이 녹아있다.
3. 민주주의 사회에서 다양한 목소리가 표출되고, 사회적 공감을 이끌어낼 수 있다.
4. 자신의 뜻을 주변 사람들이 공감하고 지지한다는 사실을 확인하는 과정에서 마음의 위안을 얻는 힐링(healing) 효과가 있다.[1]
5. 수많은 사람들이 직접 밝혀낸 '실제 사례'를 통해 투명한 사회 변혁에 앞장 설 수 있다.

### 부정적 효과
1. 익명성을 앞세워 특정인에 대한 지나친 비방, 왜곡된 사실 전달 등은 대나무숲의 문제로 지적되고 있다.
2. 대나무숲의 특성상 각 계정의 비밀번호를 쉽게 알 수 있어 조직에 속하지 않은 불특정 다수가 참여할 수 있다는 점이다.
3. 불특정 다수에 대한 광고성 멘트가 등장하고 있다.
4. 조직원이 아니면서 동향을 파악하기 위해 특정 대나무숲을 방문하거나 여론을 흐리는 글을 올리는 사례도 적발되고 있다.[1]
5. 남이 쓴 글을 쉽게 지울 수 있다.
6. 10대 청소년들이 음란성 게시물을 올리는 창구로 사용될 수 있다.[7]

## 전망

### 일반인 의견
- ‘출판사 옆 대나무숲’ 계정의 한 이용자는 “스스로 자제하지 않는다면 광고글과 걸어오는 싸움 때문에 자정능력을 잃을 것 같다”며 우려를 나타내기도 했다.[8]
- 대나무 숲에 대한 편집자들의 평가는 다양했다. 어떤 이는 “상황 자체는 북에디터를 통해서도 알고 있었던 것이고, 보고 있으면 머리가 아프고 암울해서 일단은 안 보고 있다”며 의견을 나타냈다.
- 어떤 이는 “이것이 출판업의 문제만이 아니고 중소기업 일반의 문제일 텐데 어느 영역에나 있는 ‘또라이 사장’들의 얘기를 올려두는 게 큰 의미가 있는지는 모르겠다”며 의견을 나타냈다.[9]
- '출판사 옆 대나무숲' 계정 한 트위터리안은 "역기능도 분명 있을 듯하다. 사장은 악이고 출판 노동자는 무조건 선이 아닐진대, 불성실이나 업무태만 또는 동료직원들을 괴롭혀서 회사에서 밀려난 사람도 분명 있을 터. 그 악감정으로 터무니없이 회사를 비방하거나 팩트를 왜곡하는 행태도 분명 있을 듯하다"고 지적했다.
- 트위터 아이디 ‏@c*****는 "대나무숲은 많은 장점에도 불구하고, 장점이 지속될 수 없다. 허구 소설 쓰는 낚시, 업계이미지를 전략적 통제하려는 고수들이 한발짝 늦게 결국 들어올 것"이라고 강조했다.

### 전문가 의견
- 윤종록 연세대 교수 "SNS의 과도기적 징후가 나타나고 있지만 시간이 지나면서 소통의 양과 질이 개선되고 건설적인 방향으로 전개될 것"이라고 말했다.[1]
- 곽동수 사이버대학교 교수는 자신의 블로그를 통해 “대부분의 대나무숲은 이 시대에 대한민국을 살아가는 지식노동자들이 정당한 대우는 고사하고, 부당한 처우를 받는 걸 알지만 밥벌이의 엄중함에, 혹시라도 돌아올지 모르는 불이익에, 입다물며 참다참다 몇마디 털어놓는 공간이며 어디서든 자신의 분야에서 무언가 이룬 사람들이 높은 위치에서 대나무숲을 보고 자기주변부터 하나씩 둘씩 해결해 나갈때 이 사회가 진정으로 달라질 수 있을 것”이라고 조언했다.[10]